# Vinnfarsån
Vinnfarsån är ett vattendrag i mellersta Hälsingland, SV om Ljusdal, strax väster om Harsa. Ån har sina källor i Ljusdals kommun (källsjön Vinnfar har givit ån dess namn), men rińner vidare in i Ovanåkers kommun till Långboån och Rösteån. 
Vinnfarsån är en avsides ödemarkså med bland annat öringfiske. Den är en av de tre nordliga källflödena till Rösteån (Galvån). Dess totala längd är ca 15 km.
Åns största biflöden är från norr till söder Harsabäcken, Bursjöbäcken och Sidskogsbäcken. Dess största källflöde är Bursån från Väster-Bursjön.   